# Myrina fille de Créthée
Pour les articles homonymes, voir Myrina.
Dans la mythologie grecque, Myrina ou Myrine (en grec ancien Μύρινα / Múrina), fille de Créthée et épouse du roi Thoas, est l'héroïne éponyme de Myrina de Lemnos,.